# Drew Baglino
Andrew David "Drew" Baglino es un ejecutivo de la industria manufacturera actualmente trabajando en el campo de la energía renovable. Estudió en la Universidad de Stanford antes de unirse a Tesla, Inc.. A partir de octubre de 2019, Baglino era vicepresidente principal de Ingeniería de Propulsión y energía en Tesla.
Mientras estudiaba en Stanford a principios de la década de los 2000, Baglino investigó la posibilidad de usar hidrógeno como combustible de transporte en Nueva Zelanda. Al graduarse de Stanford, Baglino recibió una licenciatura en Ingeniería Eléctrica y trabajó como asistente de investigación en Resources for the Future.
Baglino se unió a Tesla en 2006 como ingeniero eléctrico en San Carlos, California. En Tesla trabajó en los equipos de prueba digitales y firmware de control de motores que condujeron a mejoras de rendimiento en el Tesla Roadster de primera generación. Adicionalmente, Baglino diseñó el sistema dual motor para el Tesla Model S al igual que los algoritmos de control del tren motriz. En noviembre de 2014, Baglino era el director de Ingeniería de Tesla Energy (filial de Tesla). A partir de 2015, lideraba el área eléctrica y de control para los productos de baterías Tesla conectados a la red eléctrica.